# Lacul Dracele
Lacul Dracele este un lac natural din lunca Prutului, în sudul Republicii Moldova (raionul Cahul).
Suprafața lacului este de 2.7 km².

## Galerie de imagini

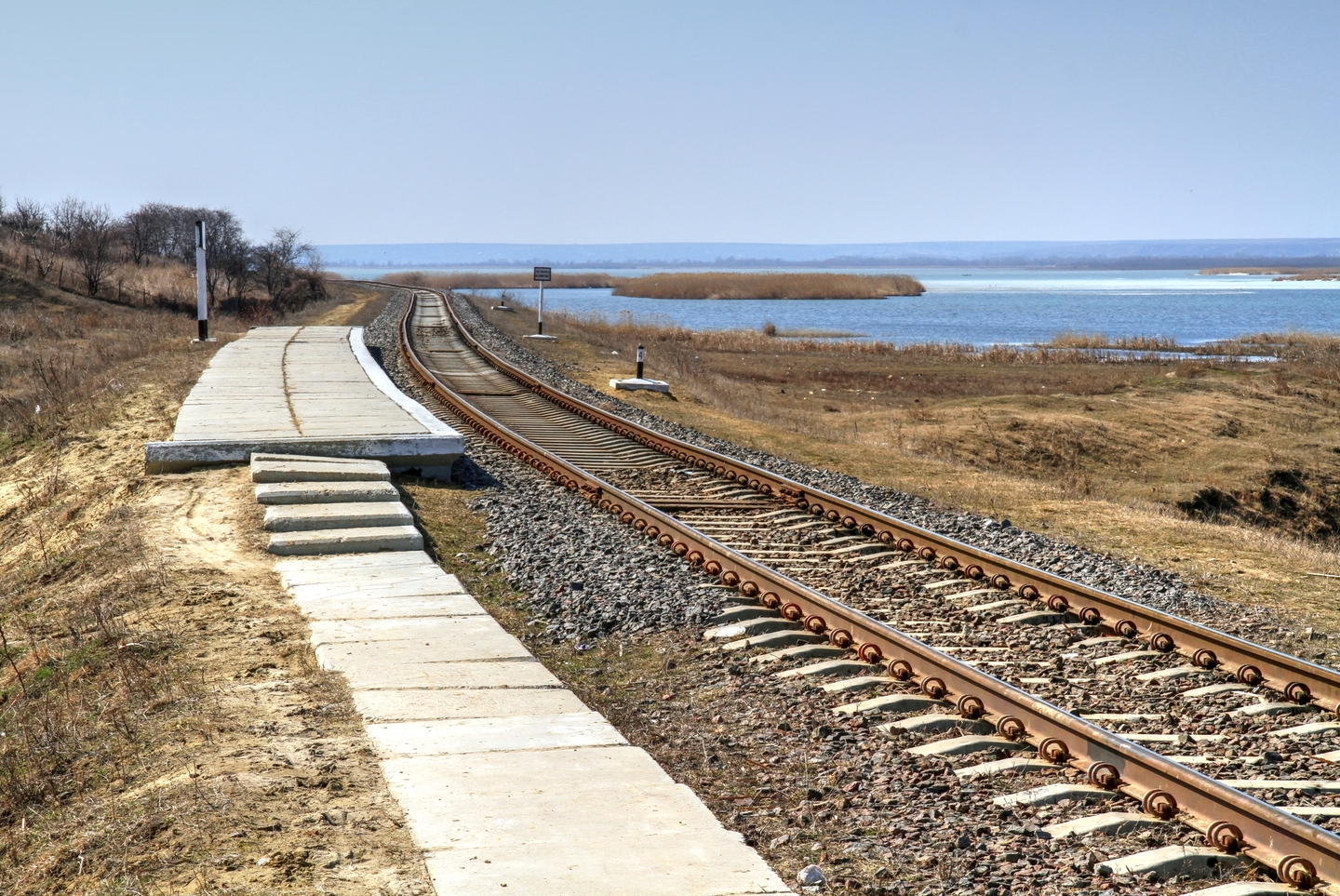